# Disinflation
Unter einer Disinflation oder Desinflation versteht man eine Verringerung des Preisniveauanstiegs, das bedeutet die Geschwindigkeit von Preissteigerungen nimmt ab. Disinflation bezeichnet somit eine Verminderung der Inflation, jedoch nicht ein Sinken des Preisniveaus (Deflation). Disinflationspolitik zielt darauf ab, die Inflationsrate in einer Volkswirtschaft zu reduzieren. Gemäß dem Konzept der Phillips-Kurve führt eine Disinflationsstrategie zu einer Reduzierung des realen Bruttoinlandsproduktes.

Disinflation ab 2011 (EU/Eurozone)

## Beispiel: Disinflation im Euroraum
Der EZB-Rat geht davon aus, dass Preisstabilität dann gewährleistet ist, wenn die jährliche Inflation zwar unter, aber nahe 2 % liegt – insofern ist das diesbezügliche geldpolitische Ziel darauf ausgerichtet, die Höhe der angestrebten Quote zu erfüllen. Im Jahr 2013 gelang es der EZB nicht, die Quote im EU-Raum zu halten: Im Jahresdurchschnitt stiegen in der Eurozone die Verbraucherpreise um 1,4 % (EU: 1,5 %). Bei rückläufigen Inflationsraten handelt es sich um Disinflation, noch nicht um Deflation, aber die Lage ist instabil, vermeldete die EZB im November 2013.